# Museo Vikingo de Hedeby
El Museo Vikingo de Hedeby (en alemán: Wikinger Museum Haithabu; en danés: Vikingemuseum Hedeby) es un museo de historia vikinga ubicado en las inmediaciones del histórico asentamiento de Hedeby (Haithabu), una antigua localidad medieval de Jutlandia, anteriormente la ciudad más antigua de Dinamarca y actualmente en el estado de Schleswig-Holstein, Alemania.
El museo es famoso por sus reconstrucciones de moradas y embarcaciones de la era vikinga, y alberga exposiciones de objetos y utensilios descubiertos durante las excavaciones del yacimiento arqueológico homónimo. Sus exhibiciones se consideran de las más modernas de su clase debido al uso de las nuevas tecnologías para aumentar la experiencia del visitante.
En 2018, los hallazgos arqueológicos de Hedeby, junto a la muralla de Danevirke (cuyo museo se encuentra a 4,8 km de distancia), fueron declarados Patrimonio de la Humanidad de la Unesco.

## Descripción

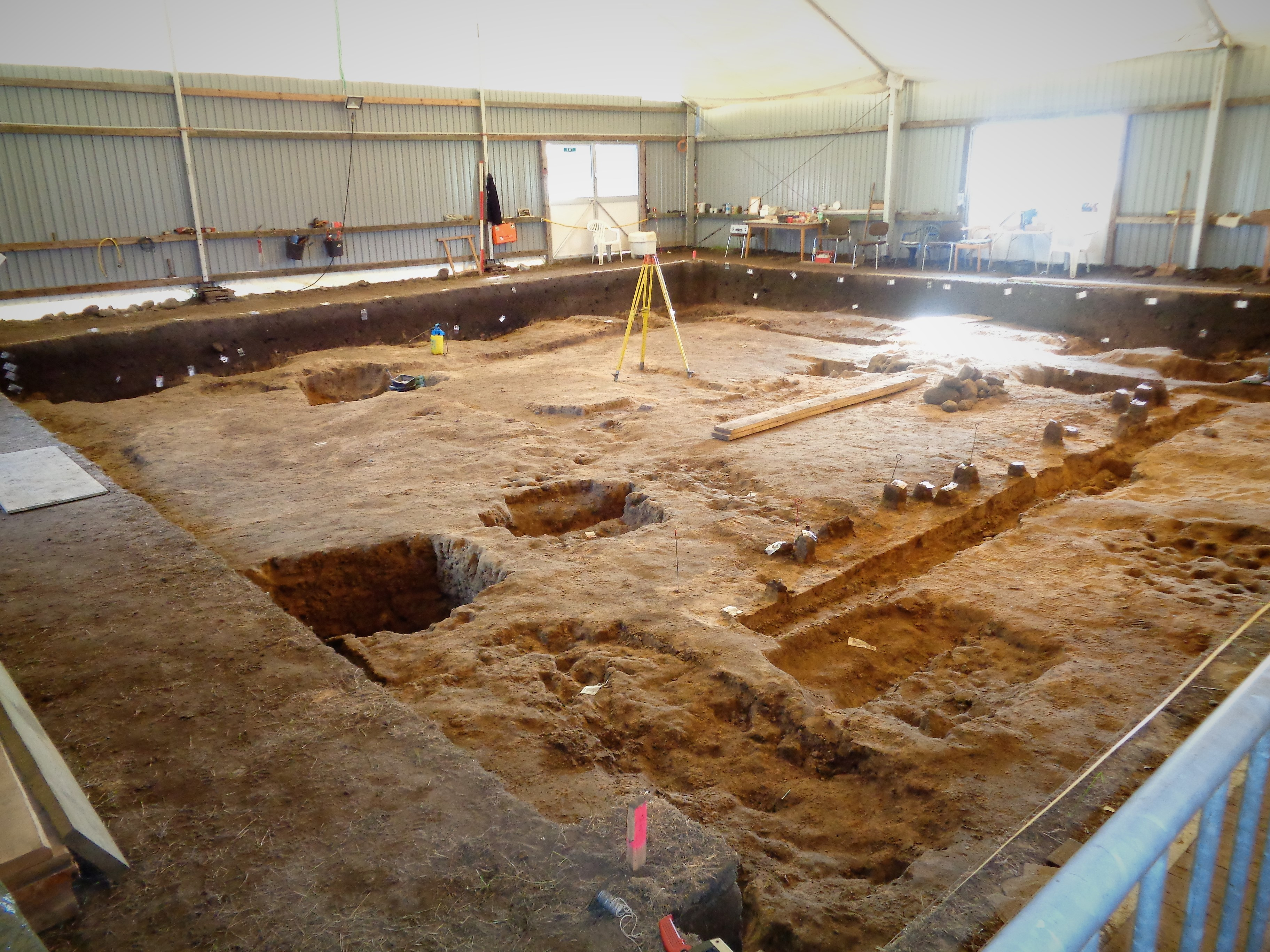
El yacimiento de Hedeby, septiembre de 2017

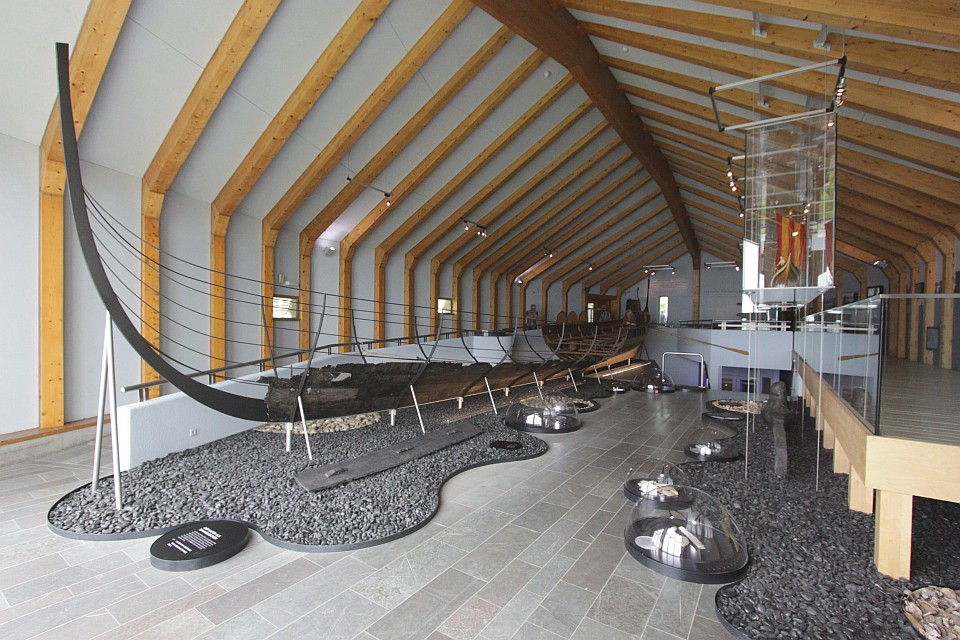
El Barco de Hedeby en un cobertizo típico de la era vikinga

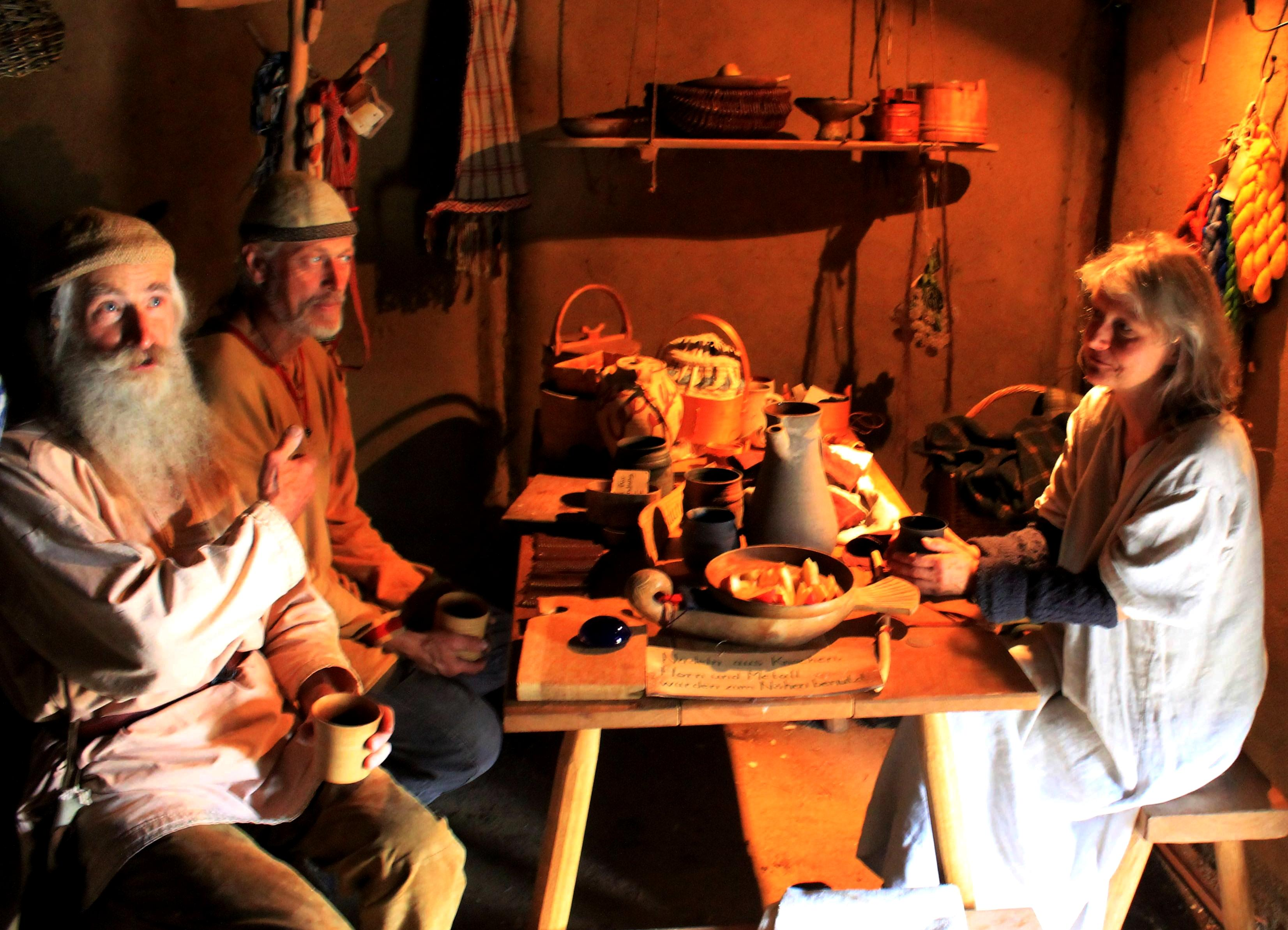
Recreación de la vida vikinga en Hedeby por grupos locales, 2016

A partir de 1900, se han realizado excavaciones arqueológicas en las fortificaciones y cementerios vikingos de Hedeby. La zona del puerto fue explorada entre 1979 y 1980, y en 1985 se inauguró el Museo de Hedeby en Busdorf, cerca de Schleswig (no lejos de la zona histórica de asentamientos amurallados), que en 2005 se abrió al público en forma de un museo informativo al aire libre.
La colección permanente del museo de Hedeby tiene como fin exponer los resultados de los estudios de la zona a partir de estos hallazgos arqueológicos. El objeto más célebre de la exposición es el famoso Barco de Hedeby (Langschiff Haithabu), un drakkar descubierto en el puerto de Hedeby y reconstruido en la conocida como «sala de los barcos».
La investigación arqueológica del asentamiento y su función como centro para el comercio regional en la Alta Edad Media, realizada a finales del siglo xx, había revelado tantos detalles, que en 2005, con motivo del 20.º aniversario de la inauguración del museo, se estrenó la reconstrucción de una parte del asentamiento y la instalación portuaria en la plaza original. Más allá de los más de 12 000 piezas recuperadas, se logró recuperar paredes enteras y piezas de los tejados que se habían conservado en cieno, por lo que también fue posible calcular las alturas de las estructuras para su reconstrucción, así como la inclinación de los techos y otros detalles. Para ello, durante el trabajo preparatorio, se llevaron a cabo múltiples reconstrucciones virtuales en 3D. A partir de las piezas halladas se pudo reconstruir siete casas en su totalidad, así como un antiguo malecón de madera, un muelle, el lecho pavimentado de un riachuelo y un embarcadero.
Una parte importante de la reconstrucción del asentamiento radicaba en el uso de materiales y técnicas de los vikingos en tiempos del asentamiento de Hedeby. Eso sí, mientras que para la mayor parte del proceso solo se empleaban los mismos materiales usados por sus constructores originales, la restauración del embarcadero se realizó en hormigón para protegerlo de la broma, muy común en esta zona. Las técnicas de construcción también se adaptaron a las empleadas en la Alta Edad Media, encomendando el trabajo a empresas especializadas en la construcción con medios artesanales, con la particularidad de pasar por la recuperación de técnicas cuya tradición muchas veces ya se había perdido, resultando en un importante desafío. Por ejemplo, la madera para la construcción solo se partía con hacha (a pesar de que los vikingos llegraían a usar también la sierra), asegurando en el proceso la estabilidad material, y se usaron métodos naturales para la fabricación de vigas y madera de soporte, o de piezas para los muros de arcilla.
Las casas reconstruidas se encuentran a un kilómetro y medio del edificio del museo, ocupando un espacio museístico al aire libre cerca de la costa. Pequeñas embarcaciones vikingas reconstruidas yacen en el agua, y unas canoas de la misma época se exhiben en el puerto.

## Galería

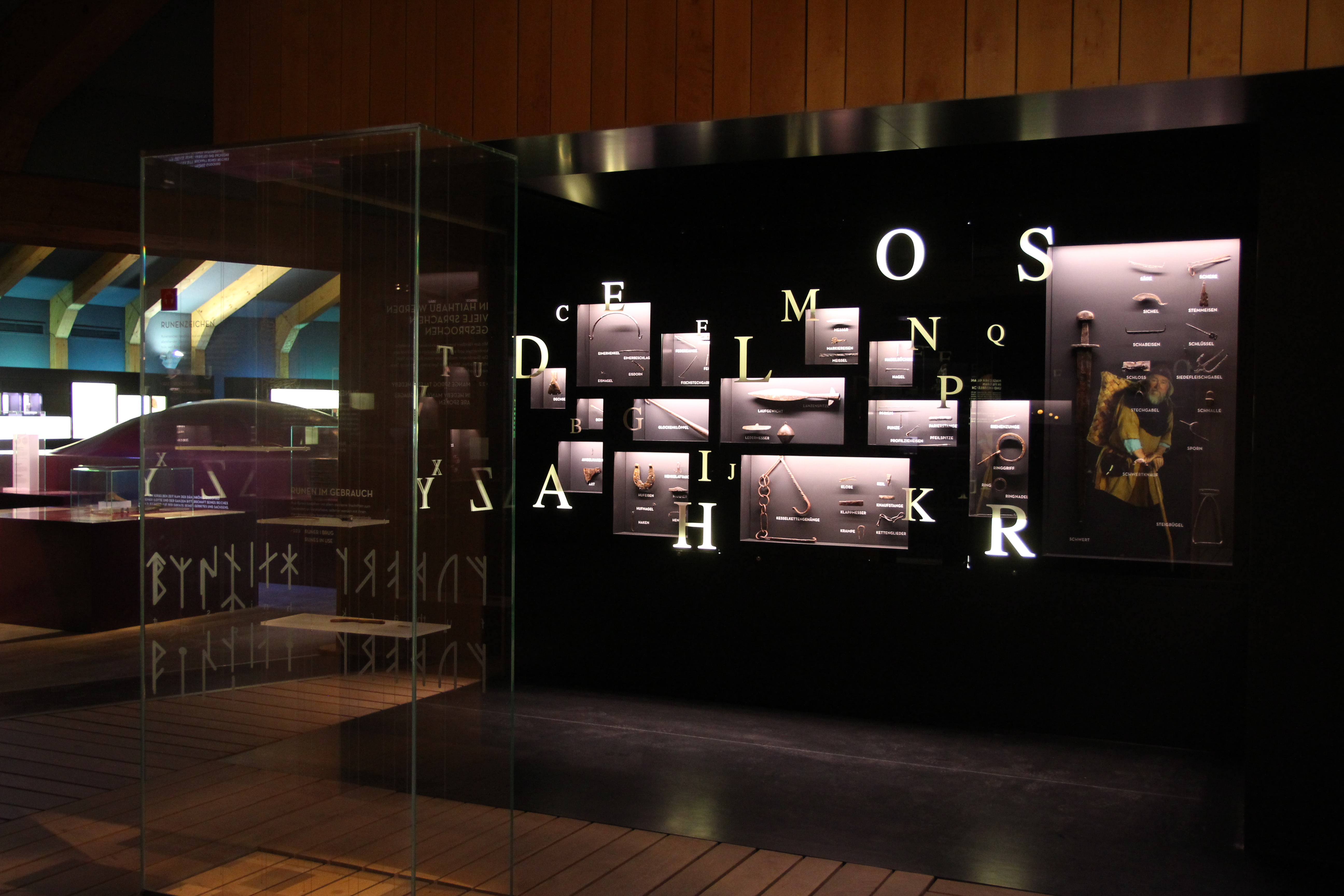
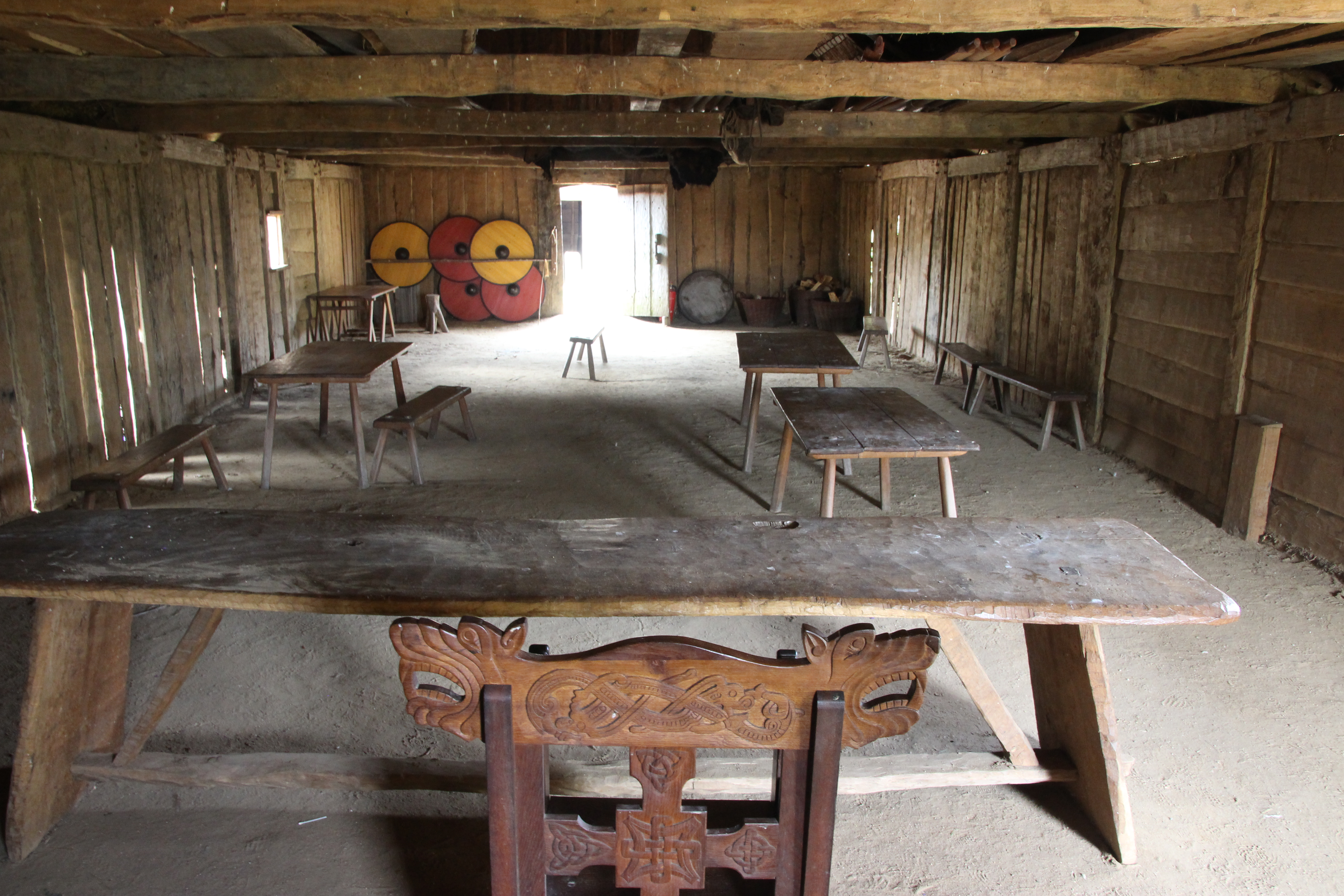
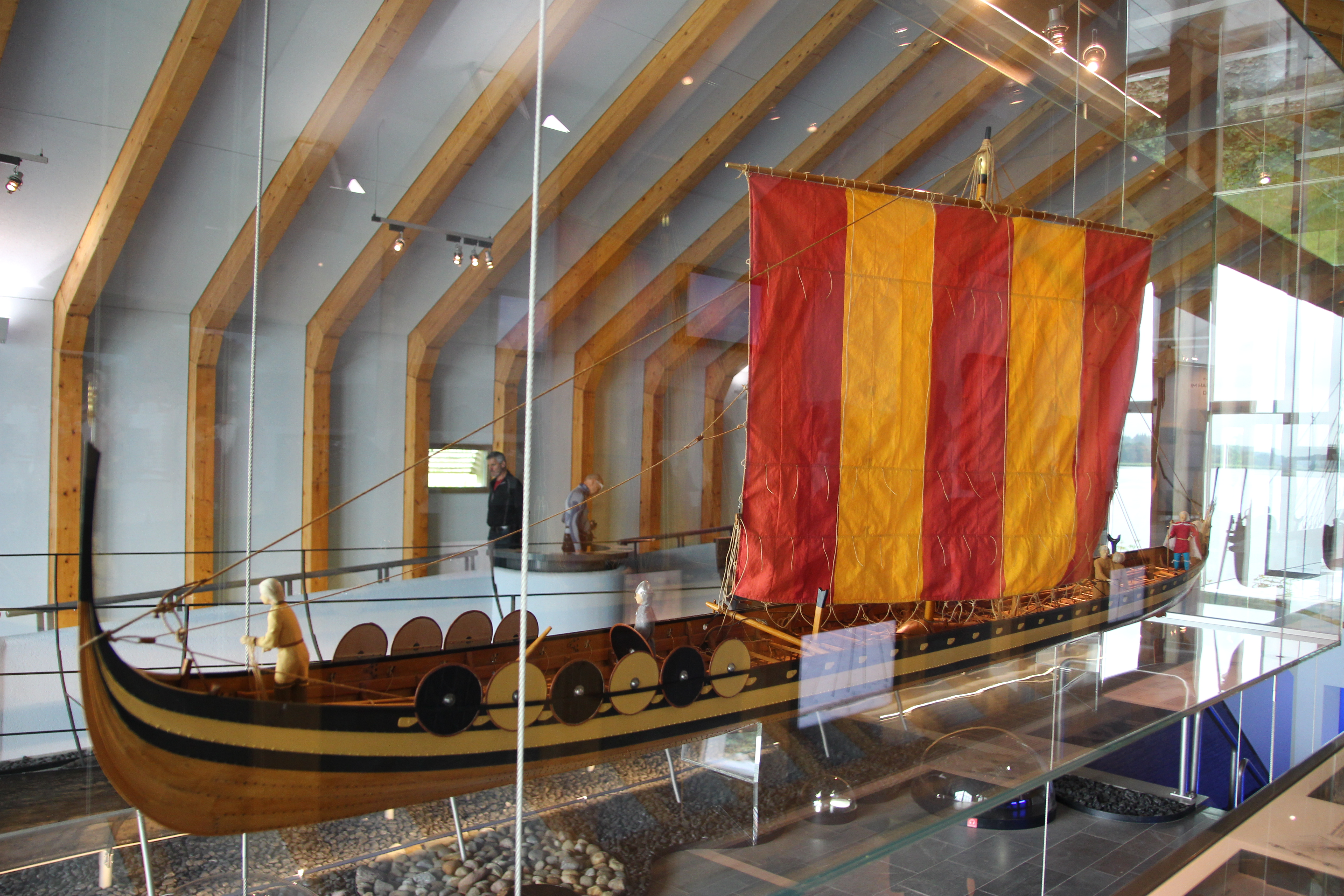
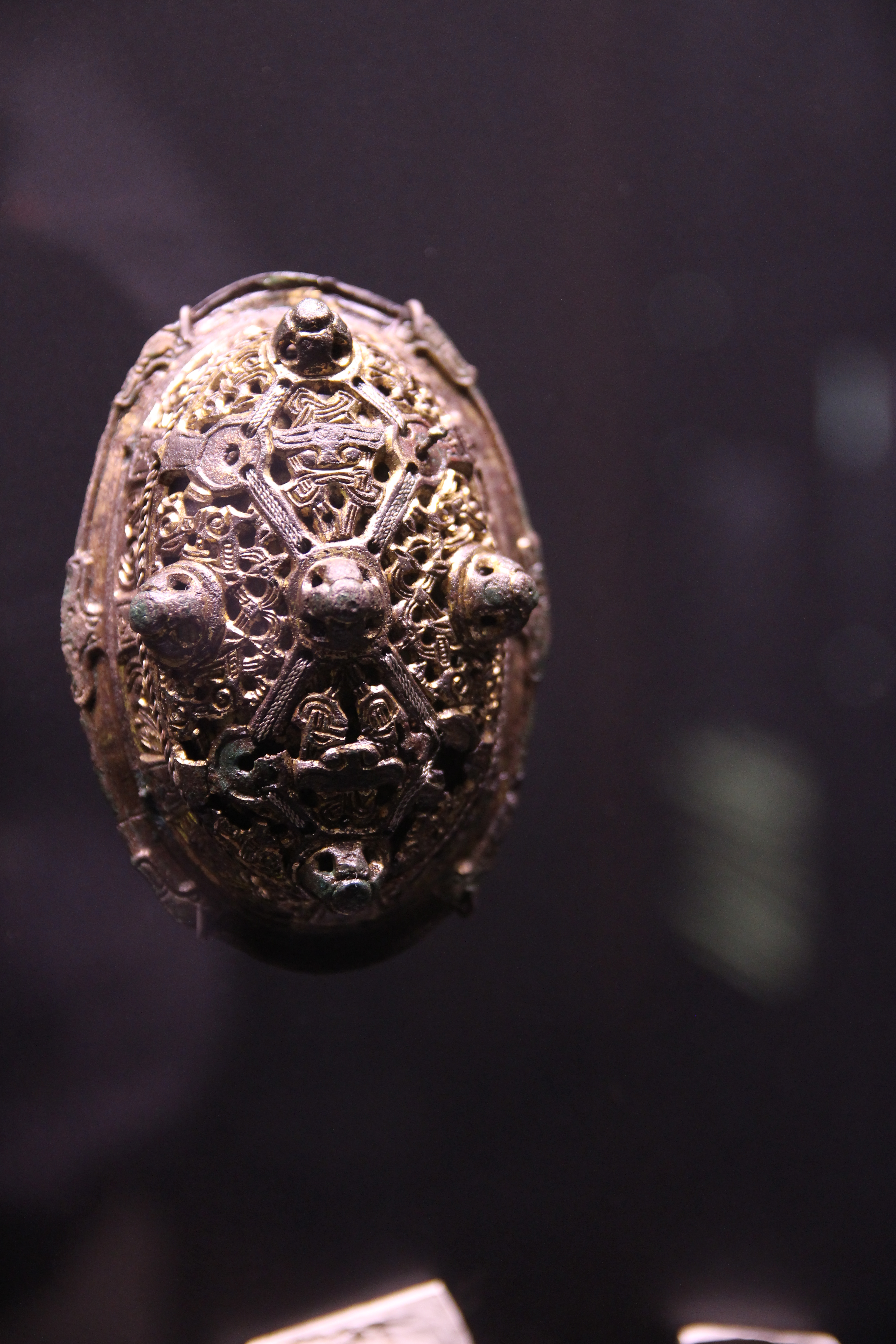
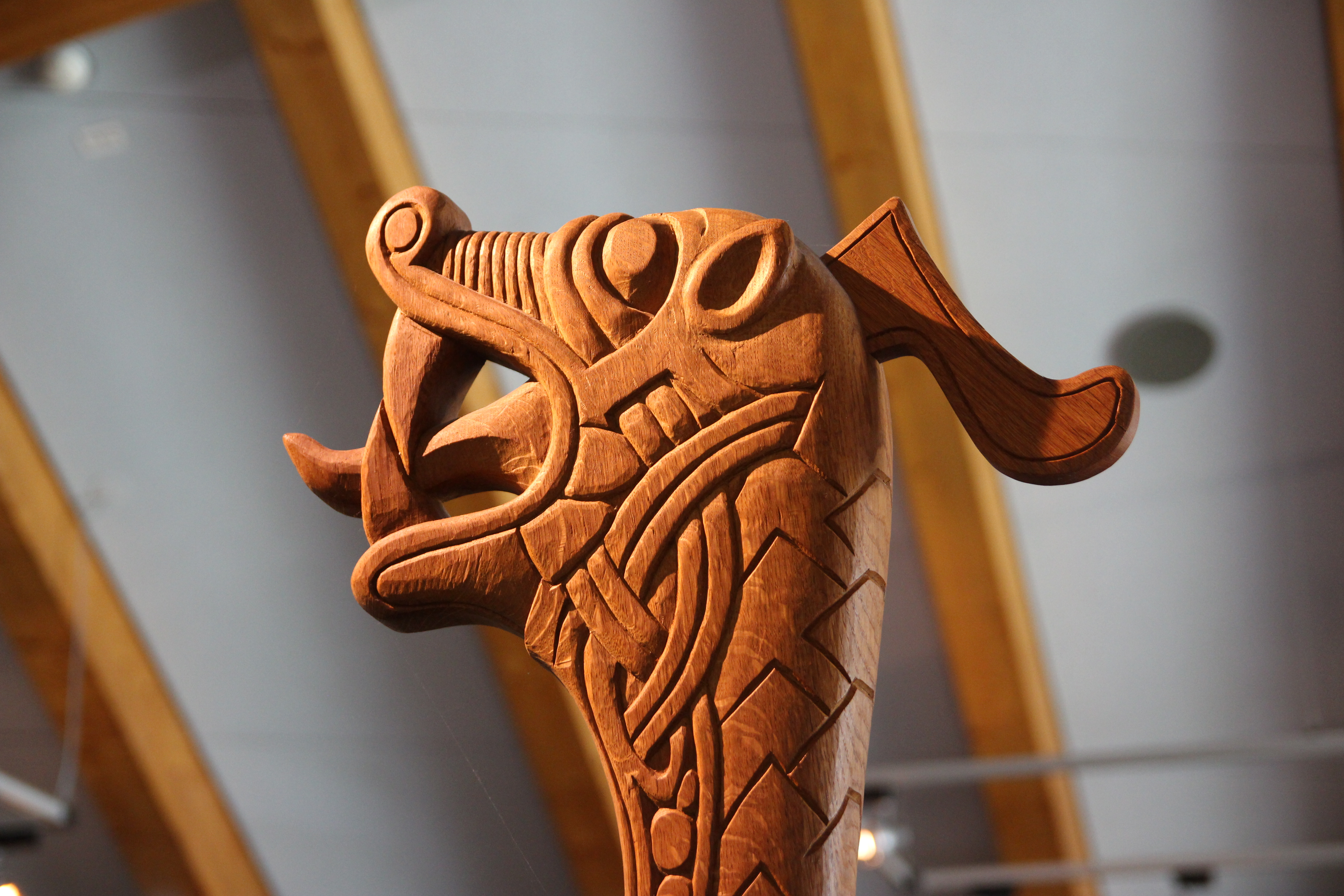
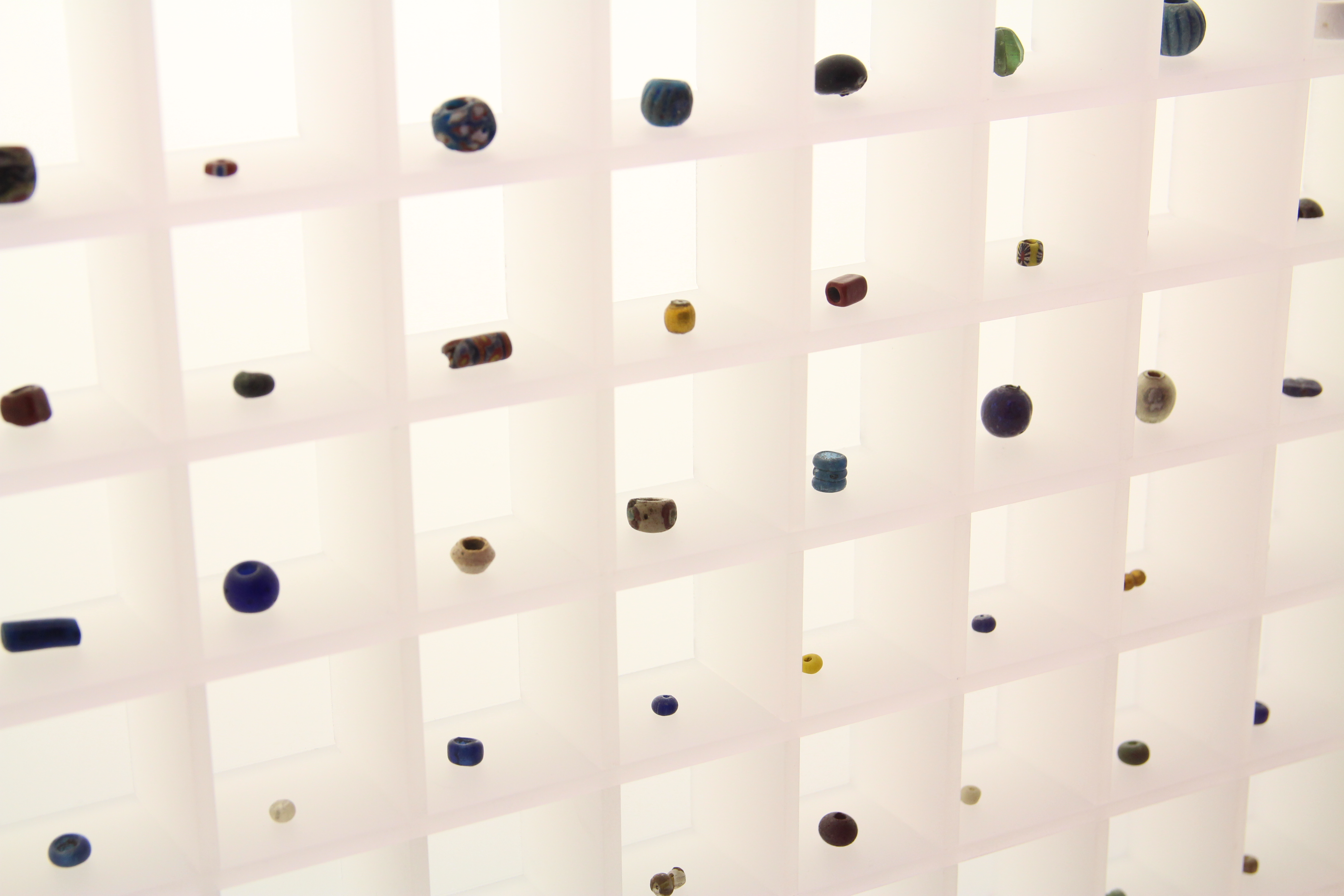